# Манда Скот
Манда Скот (на английски: Manda Scott) е шотландска журналистка, блогърка, телевизионерка и писателка (авторка на бестселъри в жанровете исторически роман, исторически трилър и криминален роман). Пише и под псевдонима М. С. Скот (M C Scott).

## Биография и творчество
Манда Скот е родена през 1962 г. в Глазгоу, Шотландия. Баща ѝ е университетски преподавател, а майка ѝ работи в център за рехабилитация на хищни птици. Израства в малко шотландско село и от малка е запален читател. Учи в частни училища.
Завършва ветеринарното училище към Университета на Глазгоу. След дипломирането си и стажа работи като ветеринарен лекар първо в Нюмаркет и после във ветеринарното училище в Кеймбридж, Англия, специализирайки се в интензивното лечение като ветеринарен хирург, неонатолог по конете и анестезиолог. Заедно с работата си започва да пише и посещава курс по творческо писане при писателката Фей Уелдън.
Първият ѝ съвременен трилър „Hen's Teeth“ (Кокоши зъби) от поредицата „Келън Стюарт“ е публикуван през 1996 г. Главната героиня Келън Стюарт е психиатърка и с помощта на патолога Лий Адамс разследва необичайни смъртни случаи, рискувайки професията и живота си. Книгата е номинирана за наградата „Ориндж“.
Трилърът ѝ „No Good Deed“ от 2001 г. е номиниран за престижната награда „Едгар“.
През 2002 г. е издаден историческият ѝ роман „Dreaming the Eagle“ от поредицата „Будика“. В поредицата е представен животът и времето на Будика (означаващо „Тя, която носи победа“), военната лидерка на келтското племе Екени, която повежда въстание срещу Рим през 61 г.
През 2010 г. под псевдонима М. С. Скот е издаден историческият ѝ трилър „The Emperor's Spy“ от поредицата „Рим“. Главният герой Себастос Пантера, известен като Леопарда, убиец и шпионин за римските легиони, получава от император Нерон задача да разкрие мащабен терористичен акт подготвян от последователите на християнската религия, един от които е Саулос (свети Павел). Оплетен в интриги, хаос и предателства, той трябва да спре предстоящия катаклизъм и да спаси живота на хиляди хора.
В трилъра си „Момичето, което влезе в огъня“ от 2015 г. прави паралели с разследването на капитан Инес Пико на убийство на специалист по съдебна археология в наши дни в Орлеан с разследването преди 600 години на английския агент Тод Ръстбиърд, който трябва да открие произхода и истинската самоличност на Орлеанската дева. С разплитането на загадките на настоящето е възможно да се открият и скандалните скрити тайни на миналото.
През 2010 г. основава Асоциацията на писателите на исторически романи, на която остава председател до 2015 г.
Освен романи пише като колумнист за „Хералд“, „Индипендънт“, „Гардиън“, „Таймс“ и др.
През 2017 г. получава с отличие магистърска степен по икономика на прехода от колежа „Шумахер“ в Девън.
Хобитата ѝ са скално катерене и езда. Ръководи шамански семинари за сънуване, в които преподава основите на сънищата, описани в серията „Boudica“.
Манда Скот живее в Шропшър.

## Произведения

### Като Манда Скот

#### Самостоятелни романи
- No Good Deed (2001)
- Absolution (2005)
- The Crystal Skull (2008)
Кристалният череп, изд.: „Рийдърс дайджест“ (сборник), София (2010), прев. Емилия Масларова
- Into The Fire (2015)
Момичето, което влезе в огъня, изд.: ИК „Ера“, София (2016), прев. Цветана Генчева
- A Treachery of Spies (2018)

#### Серия „Келън Стюарт“ (Kellen Stewart)
1. Hen's Teeth (1996)
2. Night Mares (1998)
3. Stronger Than Death (1999)

#### Серия „Будика“ (Boudica)
1. Dreaming the Eagle (2002)
2. Dreaming the Bull (2004)
3. Dreaming the Hound (2005)
4. Dreaming the Serpent Spear (2006)

#### Сборници
- Scottish Girls About Town (2003) – с Лейла Абулела, Кейти Агню, Абигейл Босанко, Джени Колан, Карол Ане Дейвис, Исла Деуар, Муриел Грей, Джулия Хамилтън, Мораг Джос, Таня Кедърсли, Хелън Ламб, Дебора Милър, Ленокс Морисън, Сиан Преези, Кармен Рийд, Сара Шеридан и Алийн Темпълтън

#### Документалистика
- 2012 (2011)

### Като М. С. Скот

#### Самостоятелни романи
- The Last Roman in Britan (2011)
- Raven Feeder (2011)

#### Серия „Рим“ (Rome)
1. The Emperor's Spy (2010) – издаден и като „The Fire of Rome“
2. The Coming of the King (2011)
3. The Eagle Of The Twelfth (2012)
4. The Art of War (2013)

#### Сборници
- Grave Gold / Dream Walker / Pantera II (2011)